# Dipartimento di Capital (Misiones)
Capital è un dipartimento argentino, situato nel sud-ovest della provincia di Misiones, con capoluogo Posadas.
Esso confina con i dipartimenti di Candelaria, Leandro N. Alem e Apóstoles, con la provincia di Corrientes e con la repubblica del Paraguay.
Secondo il censimento del 2010, su un territorio di 932 km², la popolazione ammontava a 324.756 abitanti.
Municipi del dipartimento sono:
- Fachinal
- Garupá
- Posadas